# کارو هامامچی‌اوغلو
کاراپت "کارو" هامامچی‌اوغلو  (ترکی استانبولی: Karabet "Garo" Hamamcıoğlu؛ زادهٔ ۲۴ آوریل ۱۹۴۵ در استانبول) بازیکن فوتبال در پست مهاجم ارمنی‌تبار اهل ترکیه است.

## باشگاهی
از باشگاه هایی که وی در آن بازی کرده است می توان به ساری‌یر و تقسیم اشاره کرد.

## افتخارات
- مشترکا گلزن برتر لیگ دسته اول فوتبال ترکیه (۱۹۷۵)